# 織田信家
織田 信家（おだ のぶいえ）は、戦国時代から安土桃山時代にかけての武将。別名は津田信家。織田信長の従兄弟にあたる。

## 略歴
尾張国上四郡の守護代「織田伊勢守家」（岩倉織田氏）当主織田信安の次男として誕生。母は織田信秀の妹・秋悦院。
父・信安が兄・信賢を廃嫡し、信家に家督を継がせようとしたため家督争いが起きた。それにより、北尾張の家臣団は二派へと分裂したが、信賢により、父の信安と共に信家は尾張から追放された。永禄元年（1558年）の浮野の戦いで兄は敗北して織田信長に降伏、父は美濃斎藤氏に仕え、織田信長に抵抗したが、後に信長に罪を許された。この際に信家は信長の嫡男織田信忠付きの家臣となった。
永禄12年（1569年）、荒子城主前田利春の四男前田犬千代（後の前田利家）の元服の際、烏帽子親となり、家の偏諱を与えて利家と名乗らせたといわれる。
天正10年（1582年）、信長の甲州征伐に従うが、信濃国高遠城攻略の際に武田方に討ち取られた。